# Ignazio Alessandro Cozio di Salabue

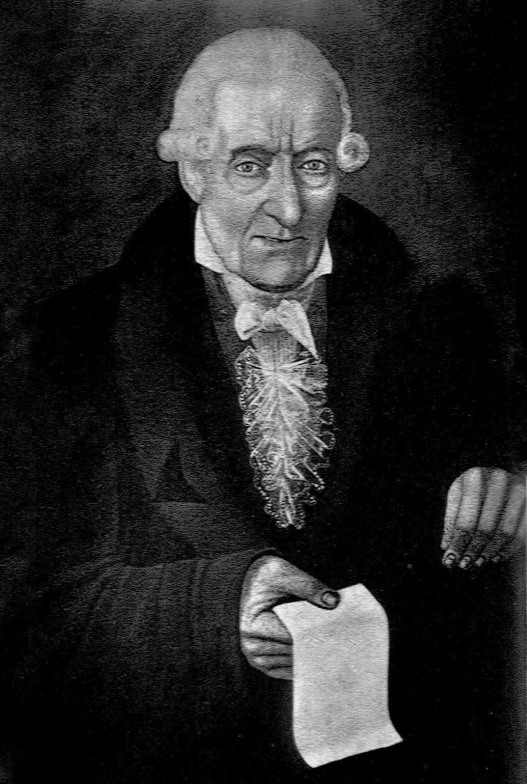
Ignazio Alessandro Cozio di Salabue (1831)

Ignazio Alessandro Cozio di Salabue (* 14. März 1755 in Casale Monferrato; † 15. Dezember 1840 in Salabue) war ein italienischer Violinenhändler, -sammler und -fachmann. Durch seine Inventarisierung und Beschreibung wertvoller Violinen und Werkzeuge für den Violinbau aus der Zeit Antonio Stradivaris sind zahlreiche Details zu wertvollen Instrumenten wie auch zum Geigenbau selbst auf uns überkommen.

## Leben und Werk
Ignazio Alessandro Cozio wurde als jüngster Sohn von Carlo Alessandro und der Marchesa Taddea Balbiani im März 1755 in Casale Monferrato geboren. Er stammte aus einer alteingesessenen Familie, die mit vielen Mitgliedern im Klerus, in der Richterschaft und im Militär gesellschaftlich vertreten war. 1665 wurde Cozios Vorfahre Carlo Francesco von Herzog Carlo II Gonzaga in den Grafenstand erhoben und erhielt ein Rittergut. Dessen Urenkel Carlo Alessandro, Cozios Vater, trat wie Cozio selbst neben seiner Schachleidenschaft als Musikliebhaber hervor. Carlo Alessandro hatte um 1720 eine auf 1668 datierte Violine von Nicola Amati gekauft. Er gab diese Leidenschaft für die Violine an seinen Sohn Ignazio Alessandro Cozio weiter, der einer der intensivsten Sammler und ein bedeutender Fachmann für die Violine und den Violinbau werden sollte.

### Aufbau der Sammlung
Er wurde zunächst Schüler der Militärakademie von Turin. Nach dem Tod seines Vaters gab er diese eingeschlagene Militärlaufbahn auf und ging zurück nach Casale Monferrato, um seine Güter zu verwalten. Auch wenn er kein eigentliches Musikstudium absolvierte, erlernte er das Spiel einiger Saiteninstrumente. In seinen Adelskreisen veranstaltete man Musikakademien und Konzerte. Zudem trat er in Handelsbeziehungen mit dem Turiner Geigenbauer Giovanni Battista Guadagnini. Die Kontakte und Gespräche, die er mit Guadagnini unterhielt, führten ihn in zunehmend tiefere Studien des Violinbaus, insbesondere auch der Cremoneser Geigenbaukunst. Er sammelte nun Instrumente von den Amatis, den Guarneris und von Stradivari und dokumentierte deren spezielle Konstruktionsmerkmale, so dass diese Instrumente für spätere Geigenbauergenerationen als Vorbilder dienen konnten. Mit solchem Anspruch trat er 1775 in Verhandlungen mit Paolo Stradivari, dem letzten Sohn und Erben des großen Geigenbauers. Er kaufte von diesem zehn fertige, weitere unvollendete Violinen sowie spezielle Werkzeuge für den Geigenbau aus der Erbmasse. Diese Instrumente und Werkzeuge, wie z. B. das berühmte Violinexemplar Il Messia (Der Messias) auch die Violine von Salabue genannt, bildeten den Kern einer der bedeutendsten Violinsammlungen und Handelsplattformen für hochwertigste Violinen, die es je gegeben hatte. Diese Sammlung wurde auch nach dem Tode Guadagninis im September 1786, der als Fachberater für den Aufbau der Sammlung wirkte, weiter ausgebaut. Unter den über einhundert Instrumenten, die die Sammlung auf ihrem Höhepunkt umfasste, befanden sich Violinen von Stradivari, dessen Söhnen Francesco und Omobono, von Gioachino und Giovanni Cappa, von Schülern und Nachbauern von Amati, von den Brüdern Antonio und Girolamo Amati, von Andrea, Giuseppe Giovanni, Pietro Guarneri und Giovanni Guarneri del Gesù, von Francesco und Giovanni Battista Ruggieri, von Carlo Bergonzi, Giovan Battista Guadagnini und Jakob Stainer.

### Auflösung der Sammlung
Die in Folge der Französischen Revolution im Piemont ausgetragenen Kriege veränderten radikal die Lage des Violinsammlers und -händlers Cozio. Cozio vertraute einen großen Teil seiner wertvollen Sammlung dem Mailänder Bankier und Geigenliebhaber sowie Freund von Nicolo Paganini und Alessandro Rolla Carlo Carli an. In diesem Umfeld lernte er auch die Geigenbauer Pietro und Giovanni Mantegazza kennen. Diese beiden Geigenbauer restaurierten einige Geigen aus der Sammlung. Carli verkaufte eine Stradivari aus der Sammlung an Paganini. Carli erhielt auch die Erlaubnis Cozios, Violinen aus der Sammlung zu verkaufen.  Cozio widmete sich in dieser Zeit auch öffentlichen Aufgaben. Er übernahm für zwei Perioden das Bürgermeisteramt von Casale, sammelte systematisch Dokumente zur Ortsgeschichte in der Zeit der französischen Besatzung und verfasste das Werk Über die antiken Statuten der Stadt Casale. Das Gemeindearchiv übergab er später als Sammlung Cozio der Königlichen Bibliothek von Turin.
Die Instrumentensammlung von Cozio verkleinerte sich zunehmend durch Verkäufe. Nach dem Tod von Cozio kaufte Luigi Tarisio Restbestände an Instrumenten und Geigenbauwerkzeuge fast für Schleuderpreise von den in diesem Geschäft Unerfahrenen, dem Sohn des Bankiers Carli und der Tochter Matilda von Cozio. Einige Geigenbauwerkzeuge und -baupläne von Stradivari gingen an den Marchese Rolando Dalla Valle in Mailand. Diese Sammlung ist durch Schenkung auf das Stadtmuseum in Cremona überkommen.
Cozios Geigenbaunotizen offenbaren eine professionelle Sorgfalt bei der Inventarisierung und Beschreibung der Instrumente. Er beschrieb auch Instrumente, die anderen Sammlern gehörten mit dem Ziel, die große Tradition des italienischen Geigenbaus wiederzubeleben. Cozios Dokumentationen herausragender Geigen liefern noch heute wertvolle Informationen zu diesen Instrumenten.